# Guido Schaffer
Guido Vidal França Schäffer (Volta Redonda, 22. svibnja 1974. – Rio de Janeiro, 1. svibnja 2009.) bio je brazilski liječnik, surfer i bogoslov. 
Među kolegama surferima bio je poznat kao „Anđeo surfera”.

## Životopis
Rođe je u obitelji Guida Manoela Vidala Schäffera i Marije Nazareth França Schäffer. Schäffer je odrastao u Copacabani u Rio de Janeiru, gdje je naučio i surfati. Studirao je medicinu na Tehničkoj obrazovnoj zakladi Souza Marques (1993.–1998.). Nakon stažiranja, pridružio se medicinskom osoblju 4. i 20. odjela „Svete kuće milosrđa” u Riju. Odlučio je postati liječnik opće prakse. Tijekom svog akademskog obrazovanja također se posvetio skrbi za pacijente s HIV-om u bolnici „Evandro Chagas” (Zaklada „Oswaldo Cruz”).
Čitajući knjigu „Brat iz Asiza”, Ignacija Larrañage, osjetio je poziv za svećeništvo. Upisao je prvu godinu na Institutu za filozofiju i teologiju, smještenom u samostanu svetog Benedikta u Rio de Janeiru. Kao vanjski učenik, kombinirao je nastavu u sjemeništu sa svojim volonterskim liječničkim radom i službom laičkog propovijedanja. Godine 2008. službeno se pridružio sjemeništu Svetoga Josipa (Rio de Janeiro) kako bi završio studij.

### Smrt
Dana 1. svibnja 2009., u dobi od 34 godine, Schäffer je umro dok je surfao na plaži Barra da Tijuca u Rio de Janeiru. Nesreća je bila posljedica ozljede vrata koja je dovela do nesvjestice i utapanja. Iste godine, plaža na kojoj je doživio nesreću službeno, je preimenovana u „Praia do Guido”.
Njegovo tijelo je pronađeno, a misa zadušnica održana sljedeći dan u župi Naše Gospe od Copacabane, koju je predvodio nadbiskup Rio de Janeira, Orani João Tempesta.

## Svetost
Nakon njegove smrti, ubrzo su se počela pojavljivati izvješća o čudesnim izlječenjima, koja su se pripisivala njegovom zagovoru. Dana 17. siječnja 2015., uz dopuštenje Vatikana, nadbiskupija Rio de Janeiro, je otvorila postupak za njegovu beatifikaciju. Schäffer je tako dobio naslov Sluga Božji. Kasnije ga je papa proglasio Časnim slugom Božjim.

### Novinski članci
- Katolička Crkva korak bliže beatifikaciji jednog surfera!. Informativna katolička agencija. Pristupljeno 29. lipnja 2023.

## Vanjske poveznice
- Službena stranica (engl.)